# رو (إميليا رومانيا)
رو (بالإيطالية: Ro)‏ هي بلدية في مقاطعة فيرارا في إقليم إميليا رومانيا الإيطالي.

## السكان
في سنة 1861 بلغ عدد السكان 4٬001 نسمة، وتطور العدد ليصل في سنة 2011 لـ 3٬348 نسمة.
يظهر هذا المخطط البياني تطور النمو السكاني لـ رو (إميليا رومانيا)